# Takasugi Shinsaku
Takasugi Shinsaku (高杉 晋作, Takasugi Shinsaku); (12 de setembro de 1839 — 17 de maio de 1867) foi um samurai japonês. Era o número dois dos monarquistas da facção de Chōshū e um homem extremamente ativo e amante de batalhas. Criou a tropa Kiheitai. Posteriormente, tomou o controle do feudo com os homens anti-xogunato.